# Urochordata (classification phylogénétique)
Cette page présente un arbre phylogénétique des Urochordata (Tunicata, Tuniciers, Urocordés), c'est-à-dire un cladogramme mettant en lumière les relations de parenté existant entre leurs différents groupes (ou taxa), telles que les dernières analyses reconnues les proposent. Ce n'est qu'une possibilité, et les principaux débats qui subsistent au sein de la communauté scientifique sont brièvement présentés ci-dessous, avant la bibliographie.

## Arbre phylogénétique
Le cladogramme présenté ici ne possède qu'une valeur indicative. Il n'est pas forcément consensuel, et on peut toujours se référer à la bibliographie au bas de l'article.
Le symbole ▲ renvoie à la partie immédiatement supérieure de l'arbre phylogénétique du vivant. Le signe ► renvoie à la classification phylogénétique du groupe considéré. Tout nœud de l'arbre portant plus de deux branches montre une indétermination de la phylogénie interne du groupe considéré.
Les habitudes typographiques des botanistes et des zoologistes sont différentes. Ici, par commodité de lecture, et certains groupes actuels relevant des deux domaines traditionnels, les noms de taxons supérieurs au genre sont tous écrits en caractères droits, les noms de genres ou d'espèces en italiques.
À la suite d'un taxon, sa période d'apparition, quand elle est connue, peut être indiquée suivant la légende suivante :
(Plé) : Pléistocène ; (Pli) : Pliocène ; (Mio) : Miocène ; (Oli) : Oligocène ; (Éoc) : Éocène ; (Pal) : Paléocène ; (Cré) : Crétacé ; (Jur) : Jurassique ; (Tri) : Trias ; (Per) : Permien ; (Car) : Carbonifère ; (Dév) : Dévonien ; (Sil) : Silurien ; (Ord) : Ordovicien ; (Camb) : Cambrien ; (Edi) : Édiacarien. Pour plus de précision si possible, (-) : inférieur ; (~) : moyen ; (+) : supérieur.

```
▲

└─o 
Tunicata
 ou 
Urochordata

  ├─? 
Aplousobranchia

  │ ├─o 
Polyclinidae

  │ ├─o 
Didemnidae

  │ └─o 
Polycitoridae

  │   ├─o 
Clavelinidae

  │   ├─o 
Holozoinae

  │   └─o 
Polycitorinae

  ├─o
  │ ├─o 
Larvacea
 ou 
Appendicularia

  │ │ ├─o 
Oikopleuridae

  │ │ └─o
  │ │   ├─o 
Fritillaridae

  │ │   └─o 
Kowalevskiidae

  │ └─o 
Stolidobranchia

  │   ├─o 
Molgulidae

  │   └─o
  │     ├─o 
Pyuridae

  │     └─o 
Styelidae

  │       ├─o 
Botryllinae

  │       └─o 
Styelinae

  └─o
    ├─o 
Thaliacea

    │ ├─o 
Pyrosomida

    │ └─o
    │   ├─o 
Doliolida

    │   └─o 
Salpida

    └─o 
Phlebobranchia

      ├─? 
Agnesiidae

      ├─? 
Diazonidae

      ├─? 
Hypobythiidae

      ├─? 
Octacnemidae

      ├─? 
Plurellidae

      ├─o 
Cionidae

      └─o
        ├─o 
Corellidae

        └─o
          ├─o 
Perophoridae

          └─o 
Ascidiidae
```

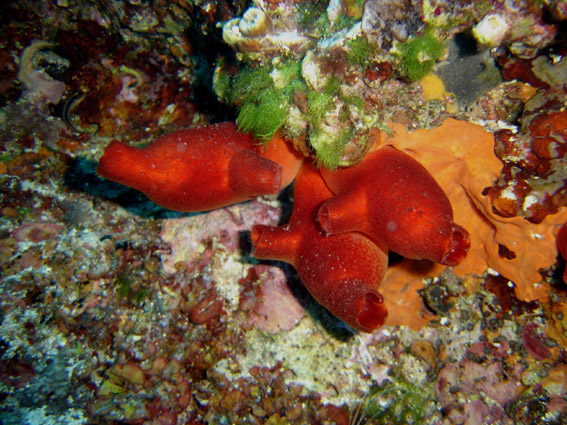
Ascidie rouge (Halocynthia papillosa) (Croatie)
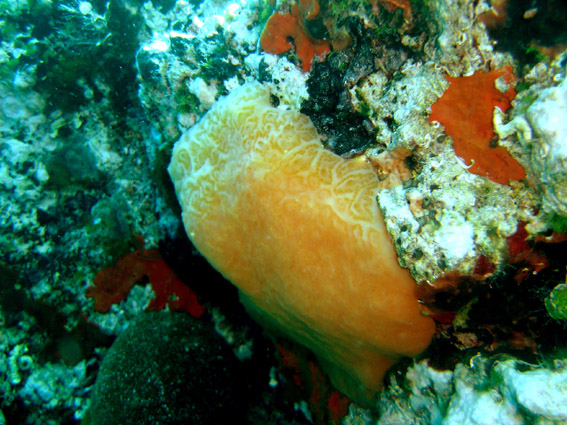
Aplidium conicum (nl) (Ascidie coloniale) (Croatie)

## Débat scientifique relatif à la phylogénie desUrochordata
Selon Zeng et Swalla, les Ascidies sont polyphylétiques : les Stolidobranches groupent avec les Appendiculaires, et les Phlébobranches avec les Thaliacés ; la place des Aplousobranches n'est pas définie pour cause d'attraction des longues branches.

## En savoir plus

### Sources bibliographiques de référence
- Liyun Zeng and Billie J. Swalla : « Molecular phylogeny of the protochordates: chordate evolution », Can. J. Zool., vol. 83, 2005, pp. 24–33